# 117 Tauri
117 Tauri är en misstänkt variabel i Oxens stjärnbild.
117 Tau varierar mellan fotografisk magnitud +5,85 och 5,88 utan någon fastställd periodicitet.